# M40 (rückstoßfreies Geschütz)

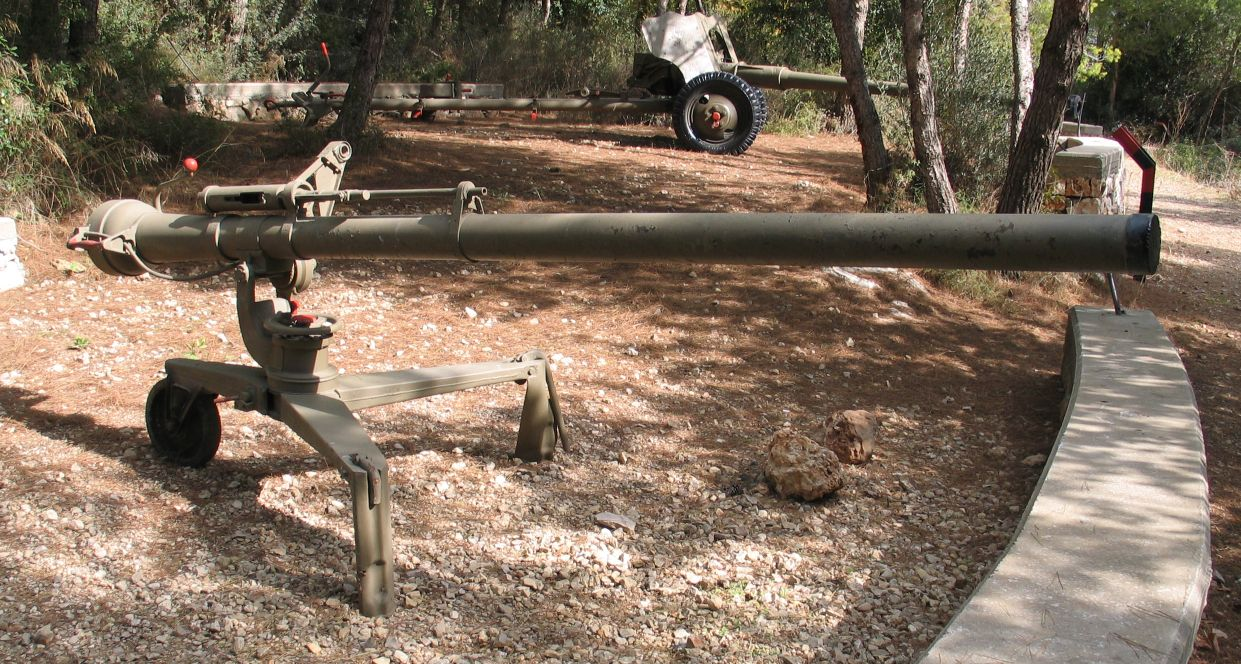
Rückstoßfreies 105-mm-Geschütz M40

Das M40 war eine leichte, tragbare Glattrohrwaffe im Kaliber 105 mm, die in den Vereinigten Staaten hergestellt wurde und als rückstoßfreies Geschütz eingesetzt werden konnte. Als Geschütz war es hauptsächlich zur Panzerabwehr vorgesehen, konnte aber auch mit Leuchtspur-Flechette-Munition als Antipersonenwaffe benutzt werden. Zumeist wurde es auf einem Radfahrzeug montiert abgefeuert. Die einschüssige, luftgekühlte Hinterladerwaffe konnte nur für den direkten Beschuss verwendet werden, für den eine Zielvorrichtung an jeder Waffe angebracht war. Es gab die beiden Versionen M40A1 und M40A2.
Das Geschütz wurde vorwiegend während des Vietnamkrieges eingesetzt und später von der Panzerabwehrlenkwaffe BGM-71 TOW abgelöst.
Für das Geschütz wird teilweise das Kaliber 106 mm angegeben, obwohl es 105 mm beträgt. Dies tat man, um eine Verwechslung mit der inkompatiblen Munition des erfolglosen Vorläufers M27 zu vermeiden.

## Funktionsweise

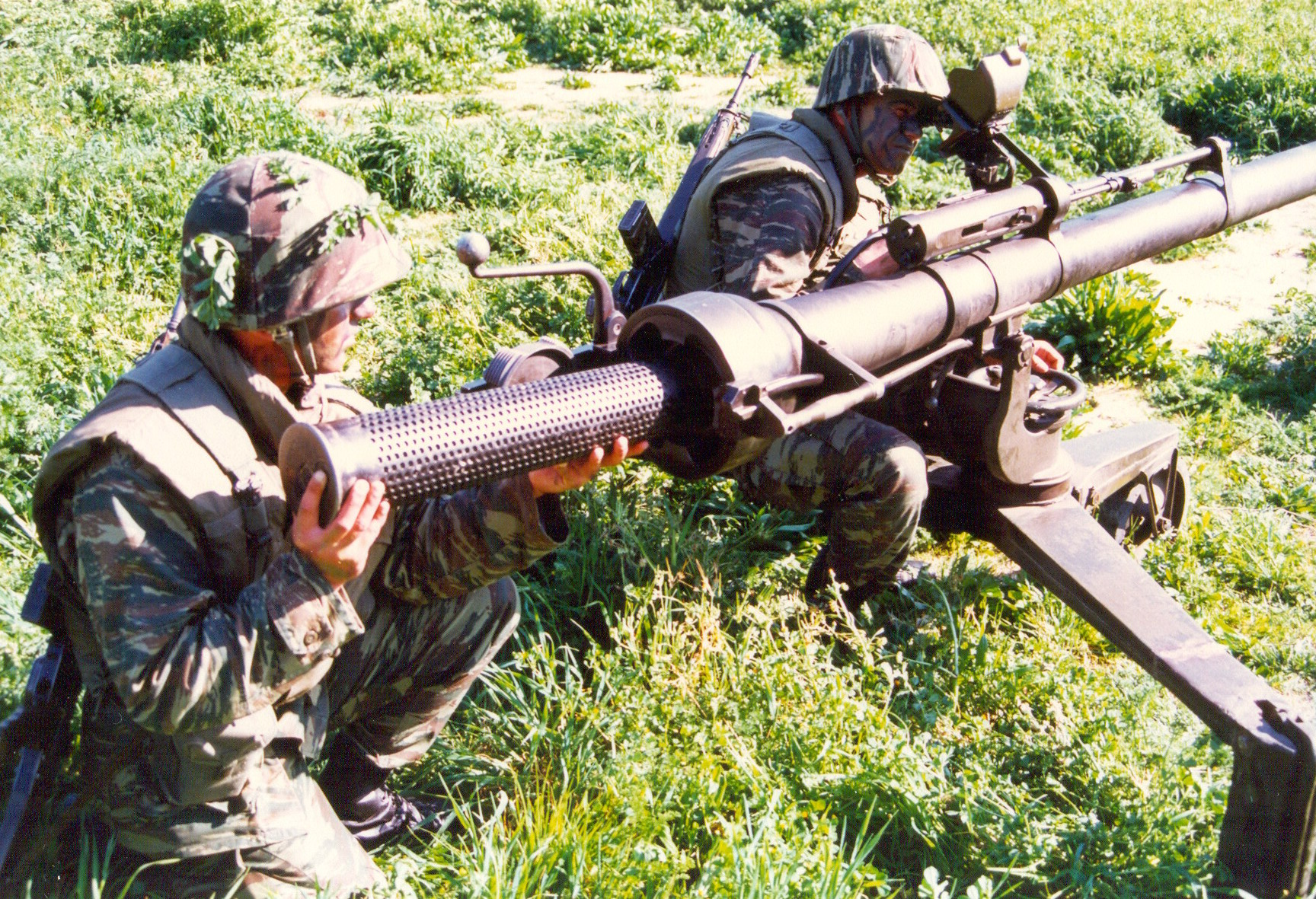
Griechische Infanteristen bei der Bedienung eines rückstoßfreien Geschützes M40

Das M40 ist ein länglicher Zylinder. Der Richtschütze saß auf dem Dreibein links der Waffe und richtete mit Hilfe des Rades zur Höhenverstellung (ebenfalls auf der linken Seite der Waffe) und der Kurbel zur seitlichen Verstellung (unter der Waffe auf der Lafette) das Geschütz auf das Ziel aus. Eine schnelle seitliche Verstellung per Hand war ebenfalls möglich. Das Ziel wurde durch ein Zielgerät, das eine Strichplatte enthielt, anvisiert. Dann schoss der Richtschütze zuerst das Zielmarkierungsgewehr Kaliber 12,7 mm ab, das oben auf dem M40 koaxial angebracht war und ein Magazin für zehn Leuchtspurpatronen enthielt. Traf das Leuchtspurgeschoss das Ziel, feuerte er das Geschütz ab. Für den Einsatz in der Nacht konnte ein Nachtzielgerät auf einer Schwalbenschwanzführung aufmontiert werden. Dieses Zielgerät ermöglichte das Erkennen und Bekämpfen von Zielen, sofern sie durch Scheinwerfer mit Infrarotfilter (Schweizer Bezeichnung „B 200“) für das menschliche Auge nicht sichtbar angestrahlt wurden.

## Munition
Das Geschütz M40 wurde mit Granaten geladen, deren Hülsen perforiert waren, so dass ein großer Teil der Abschussenergie durch die Perforationen in der Hülsenwand und die Öffnungen in der ungesicherten Verschlussstellung des Geschützes nach hinten entwich. Die dadurch entstehende Druckwelle konnte zu Personenschäden führen, aufgrund dessen wurden nach Unfällen in einer Rekrutenschule 1978 in der Schweizer Armee verschärfte Sicherheitsbestimmungen eingeführt: Der Lader der Geschützmannschaft durfte das Geschütz nur dann entsichern, wenn der Raum hinter der Waffe frei war. Die Granaten waren so geformt, dass sie sich in die Züge des Laufes einpassten. Die Munition durchschlägt etwa 40 cm Stahl auf jede Entfernung bis zur Maximalreichweite.
Munitionsarten waren unter anderem HEAT-, HEP-T-,Splitter-Sprenggranaten und Flechette-Munition.
Die Munition, die für das Zielmarkierungsgewehr verwendet wurde, hatte nicht das verbreitete Kaliber 12,7 x 99 mm NATO, sondern war eine Spezialanfertigung (12,7 × 76 mm), welche die Flugbahn der 105-mm-Munition nachvollzog.

## Trägersysteme
Neben der Verwendung auf einem tragbaren Dreibein konnte das Waffensystem zum mobilen Einsatz auf einen Jeep Ford MUTT M151, Willys Jeep M 38A1, Land Rover Defender, HMMWV, Toyota Landcruiser oder LKW M274 Mechanical Mule montiert werden.
Das Spezialfahrzeug M50 Ontos des US Marine Corps war mit sechs M40 ausgestattet. Der japanische Panzer Typ 60 trug zwei M40 als Bewaffnung, ebenso wie pakistanische M113.

## Verbreitung

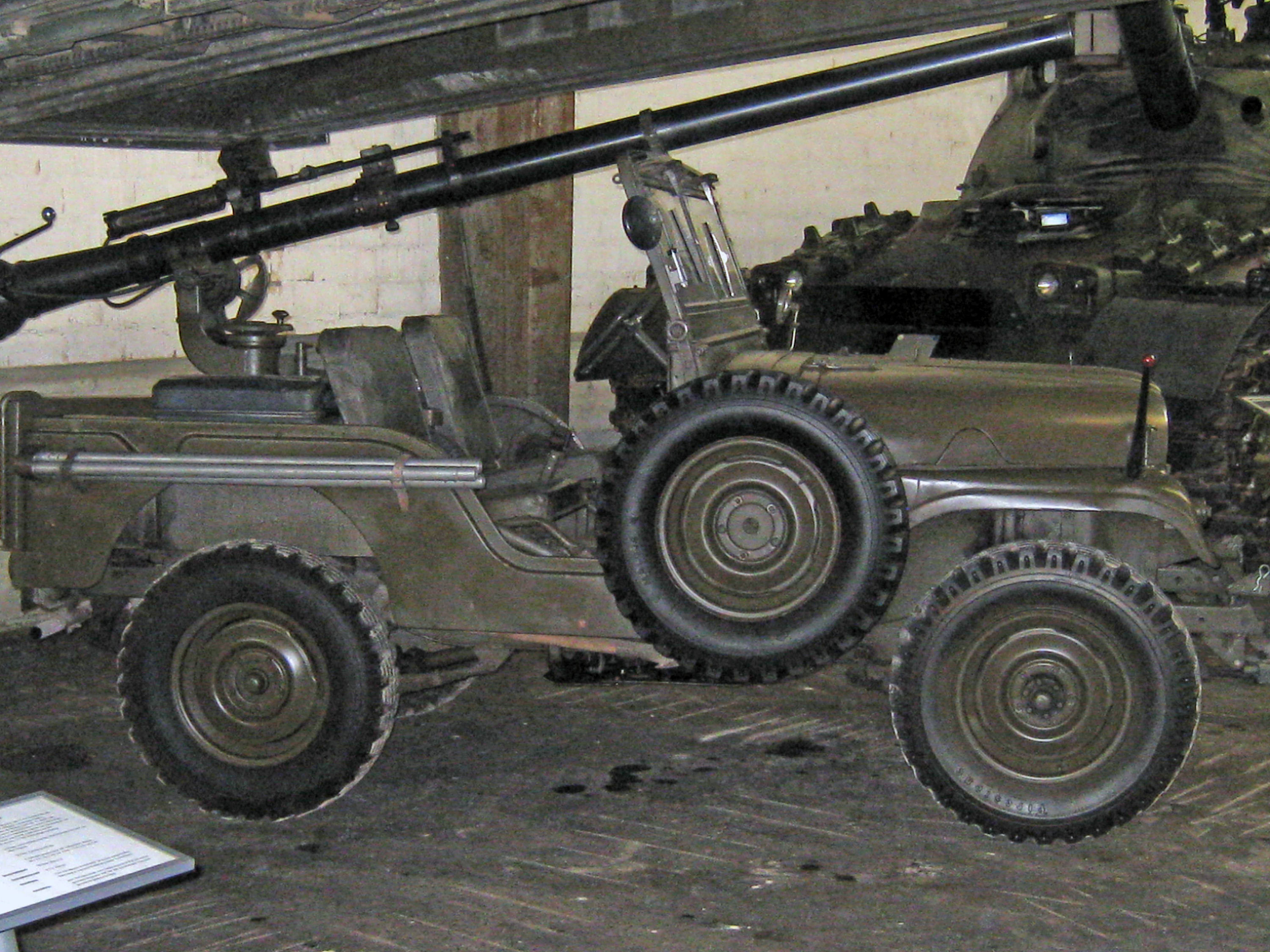
Ein M40 mit Einschießgewehr der Schweizer Armee

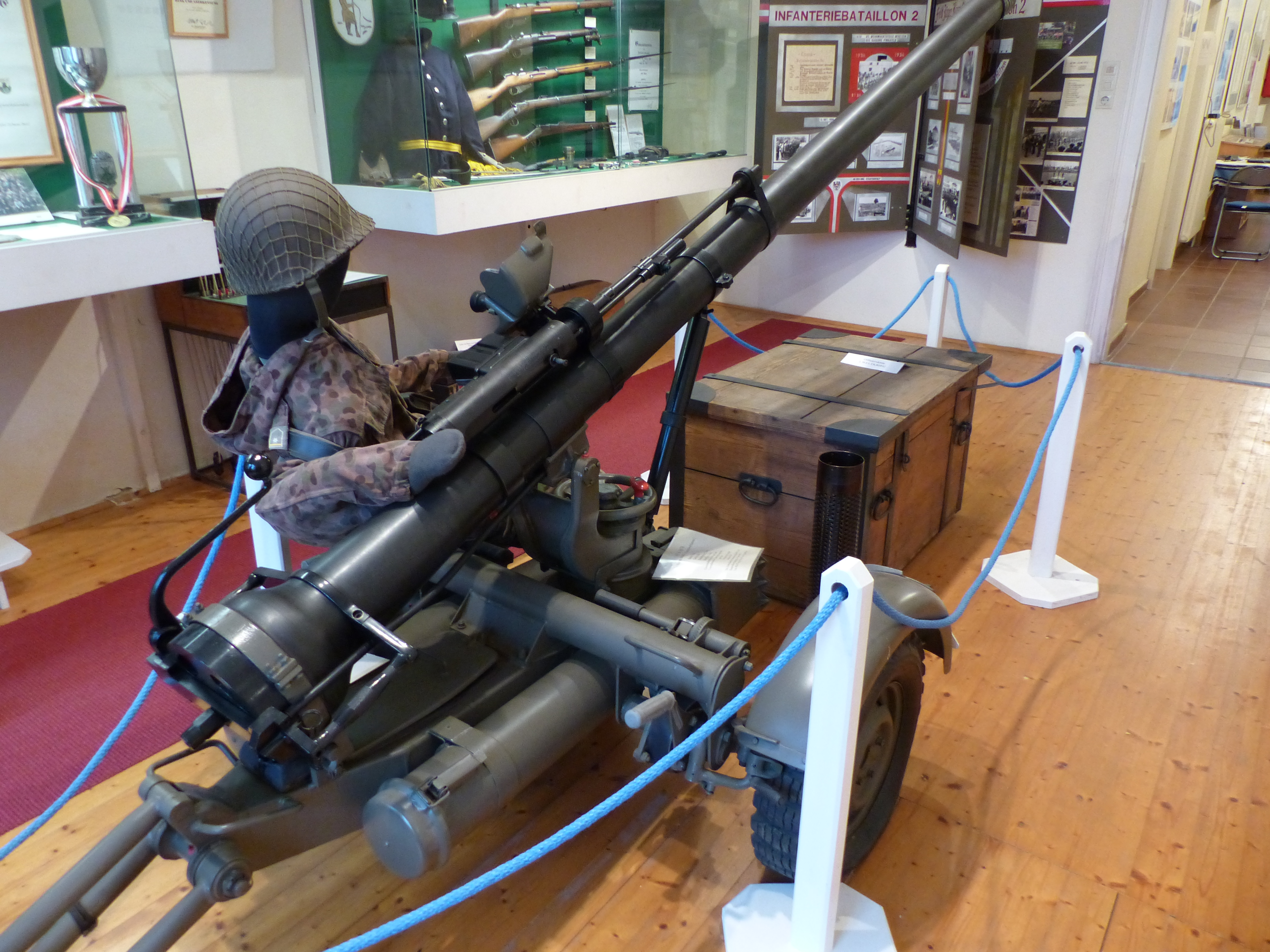
Ein M40 im Stadtmuseum Pinkafeld

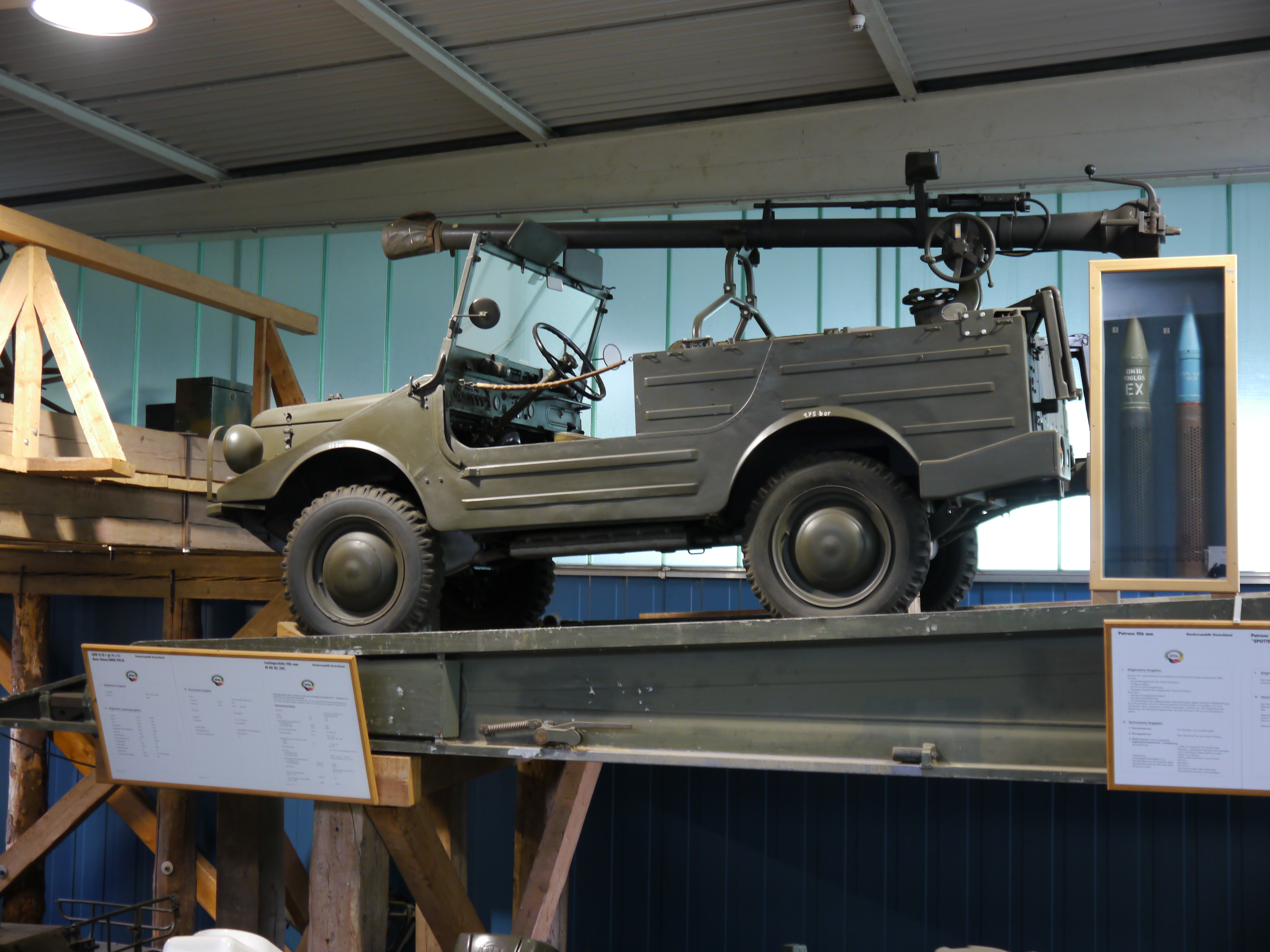
M 40 auf DKW Munga in der Wehrtechnischen Studiensammlung Koblenz

Das kostengünstige und für seine Zeit relativ wirkungsvolle Geschütz M40 wird auch heute noch von den Streitkräften von Ägypten, Griechenland, Honduras, Israel, Mexiko, Marokko, Taiwan und der Türkei verwendet. Die Streitkräfte von Angola, die zeitweise von den USA für den Kampf gegen kommunistische Truppen ausgerüstet wurden, verwendeten die M40 auf HMMWVs montiert.
Die Schweizer Armee rüstete die Panzerabwehrkompanien der Infanterieregimenter von 1958 bis 1990 mit jeweils zwölf M40-Geschützen aus (Schweizer Bezeichnung 10,6 cm rsf Pak 58 für rückstossfreie Panzerabwehrkanone 1958, oder auch nur BAT von der US-amerikanischen Bezeichnung battalion anti-tank). Sie wurden durch den Panzerjäger 90 mit TOW-Lenkwaffen abgelöst.
Im österreichischen Bundesheer war die Waffe in den Jägerbataillonen mit der Bezeichnung „10,6-cm-rPAK“ (rPAK = „rückstoßfreie Panzerabwehrkanone“) im Einsatz, bevor sie durch das System BILL abgelöst wurde.
Verwendung auch bei der deutschen Bundeswehr auf SPz HS 30 zunächst bis ca. 1972 (PzGren Btl,pro Zug 1 LGS), ab dann im Territorialheer in den schweren Jägerkompanien und auf LKW 0,25 t DKW Munga von 1966 bis 1973 bei den Panzerabwehrkräften der Luftlandebrigaden.

## Technische Daten
- Hauptfunktion: Panzerabwehrkanone
- Geschützmannschaft: Geschützführer, Richtschütze, Ladeschütze, Fahrer (= Hilfsladeschütze)
- Länge: 340 cm
- Gewicht (geladen): 209,5 kg
- Schussdistanz gegen fahrende Panzer 600–1.000 m
- Effektive Reichweite: 1.350 m